# Arcángeles de Sopó
Los Arcángeles de Sopó son una serie de pinturas barrocas neogranadinas de época colonial española de siglo XVII situadas en la iglesia del Divino Salvador, Sopó, Cundinamarca, en Colombia.

## Historia
Datadas en la segunda mitad del siglo XVIII, están consideradas uno de los máximos exponentes del barroco neogranadino en Colombia. La serie está compuesta por nueve ángeles y tres arcángeles, de autoría y origen desconocidos. Algunos estudios barajan la autoría de Baltasar de Figueroa, otros señalan al pintor ecuatoriano Miguel de Santiago o al pintor bogotano Bernabé de Posadas. El encargo de la obra también es desconocido y, entre las hipótesis, se encuentra la orden dominica.
En el siglo XIX fueron llevadas a Sopó, desconociéndose también por quién, y desde entonces se encuentran en la iglesia del Divino Salvador.
Fueron restauradas en 1961 y de 1983 a 1986, ésta en el museo de Arte Religioso de Bogotá, siendo el lienzo del ángel Lad(...)el más deteriorado.

## Descripción
La serie está compuesta por doce lienzos de 2,38 x 1,67 metros que representan nueve ángeles, incluido el ángel custodio, además de los arcángeles Gabriel, Rafael y Miguel, siendo el resto apócrifos. 

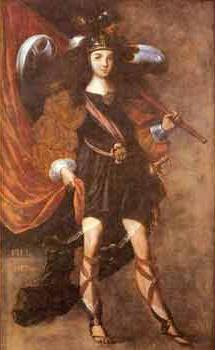
Ariel– Mandato de Dios: El arcángel de la guerra divina
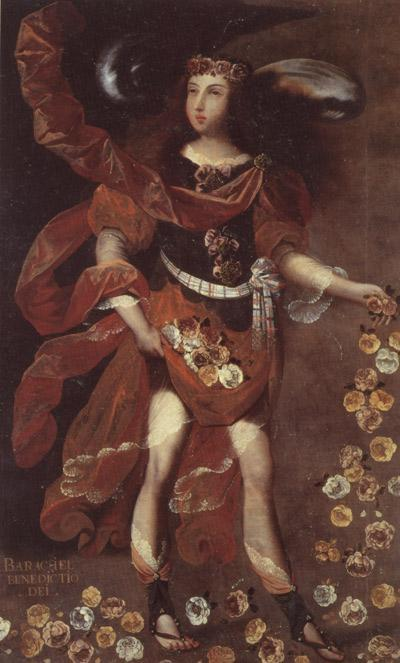
Baraquel– Bendición de Dios: El arcángel de la virtud
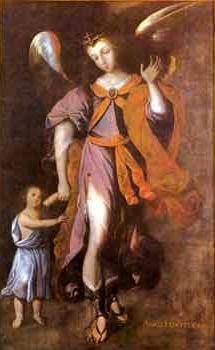
Ángel de la Guarda – Compañía de Dios: El ángel de los niños
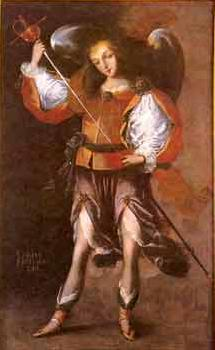
Esriel – Justicia de Dios: El arcángel de la disciplina divina
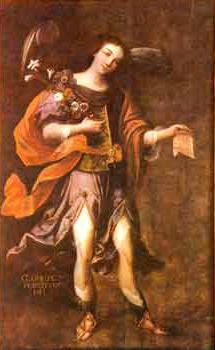
Gabriel– Fuerza de Dios: El arcángel de la salvación divina
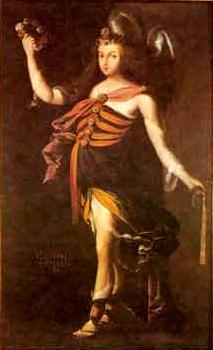
Jehudiel– Penitencia de Dios: El arcángel de la esperanza divina
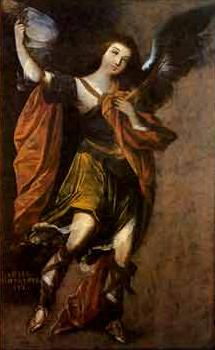
Laruel – Misericordia de Dios: Ángel de la Misericordia
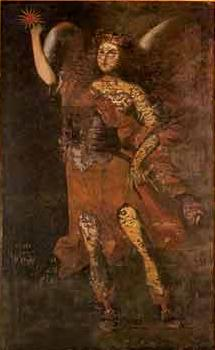
Lehad – El sol de la justicia. (Gravemente dañado.)
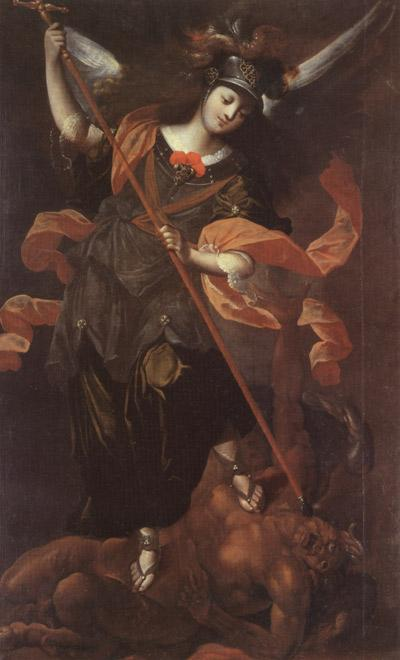
Miguel– ¿Quién es como Dios?: El triunfo divino contra el mal
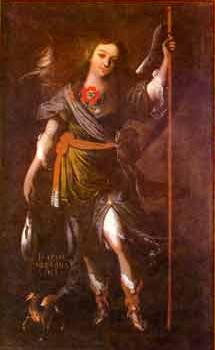
Rafael– Medicina de Dios: La curación divina
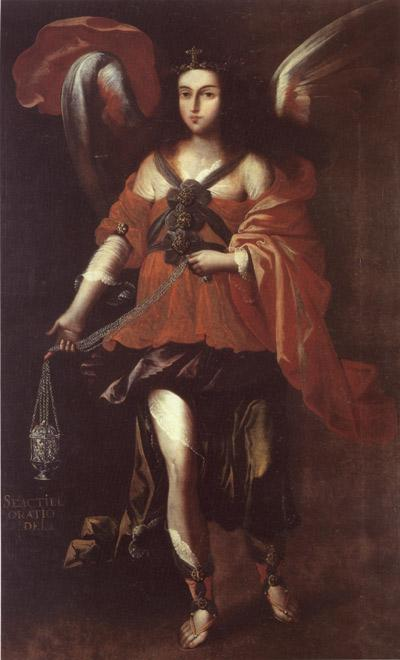
Seactiel– Oración de Dios: Ángel de la serenidad divina
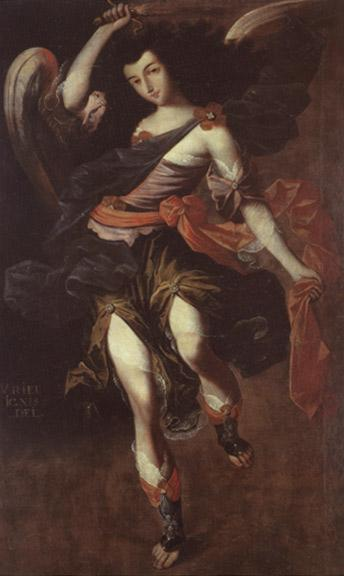
Uriel– Fuego de Dios: La ira divina